# Meda Prod
Meda Prod este o companie producătoare de mezeluri din București, controlată de omul de afaceri Gigi Nețoiu și prietena sa Luchi Georgescu.
Compania avea în anul 2008 o cotă de piață de 11,33% în volum și 12,1% în valoare pe piața bucureșteană.
Cifra de afaceri:
- 2008: 23,4 milioane euro[1]
- 2007: 18,2 milioane euro[2]